# Sylvie Bailly
Sylvie Bailly (* 11. Februar 1960 in Barbezieux) ist eine ehemalige französische Fußballspielerin.

## Vereinskarriere
Sylvie Bailly spielte bereits als 15-Jährige – in der „Frühzeit“ des Frauenfußballs nicht ungewöhnlich – in der ersten Elf des FC Limoges, und sie wurde in diesem Alter sogar zur Nationalspielerin (siehe unten). 1977 schloss sie sich der ASJ Soyaux, die die größte Frauenabteilung in der Region Poitou-Charentes unterhielt, an, und drei Jahre später erreichte die linke Flügelstürmerin mit ihren Mitspielerinnen zum ersten Mal ein Endspiel um die Landesmeisterschaft, in dem Soyaux allerdings gegen Stade Reims, den „Serien-Frauenmeister“ jener Jahre, mit 0:2 unterlag.
Unmittelbar anschließend wechselte sie zu den südwestfranzösischen Ligakonkurrentinnen der ASPTT Bordeaux; mit den „Postsportlerinnen“ aus Bordeaux gelang ihr allerdings keine erneute Teilnahme an den landesweiten Meisterschafts-Endrunden. Ab Januar 1982 vertrat Sylvie Bailly wieder die Farben der ASJ Soyaux, mit der ihr 1984 dann auch der Gewinn der französischen Meisterschaft gelang. Im mit 1:0 gegen VGA Saint-Maur gewonnenen Finale blieb sie, wie schon 1980, ohne eigenen Torerfolg. Als die ASJ Soyaux 1986 und 1987 erneut im Endspiel um die französische Meisterschaft stand, gehörte Bailly deren Finalelf nicht mehr an, weil die Mittzwanzigerin zu dieser Zeit ihre sportlichen Aktivitäten bereits beendet hatte.

## In der Nationalelf
Im November 1975 stellte Frankreichs Frauennationaltrainer Pierre Geoffroy die 15-Jährige in einer Freundschaftsbegegnung mit den Niederlanden erstmals in der französischen A-Auswahl auf. Nach diesem Debüt dauerte es allerdings zweieinhalb Jahre, ehe Sylvie Bailly erneut berufen und in den folgenden Jahren auch von Geoffroys Nachfolger Francis Coché regelmäßig berücksichtigt wurde. Ihren einzigen Treffer im blauen Nationaltrikot erzielte die Stürmerin im März 1980 beim 4:0-Sieg über die Schweiz.
In ihrem 21. Länderspiel im April 1983, einer mit 0:3 verlorene Partie gegen Italien in der Vorrunde der ersten Fraueneuropameisterschaft, musste sie verletzungsbedingt schon nach einer guten halben Stunde ihren Platz für ihre Vereinskameradin Florence Rimbault räumen; dies bedeutete zugleich das Ende ihrer internationalen Karriere. Immerhin war Sylvie Bailly nach Marie-Louise Butzig und Michèle Wolf erst die dritte Französin, die es auf 20 Länderspiele gebracht hatte.

## Palmarès
- Französische Meisterin: 1984, außerdem Vizemeisterin 1980
- 21 Länderspiele (1 Tor) für Frankreich